# Tutti

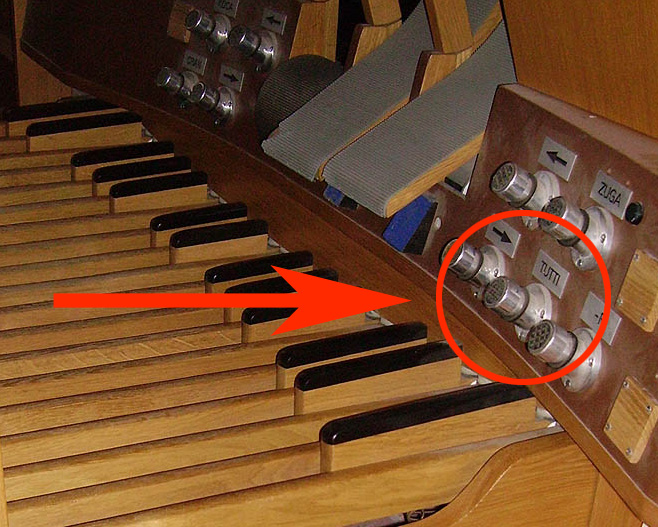
Pistão tutti visto na pedaleira do órgão.

Tutti é uma palavra italiana que significa literalmente todos ou juntos. Como termo musical é usado em vários contextos:
- referência a uma passagem orquestral onde todos os componentes da orquestra estão a tocar, distinguindo-se assim das passagens musicais em que toca um número limitado de instrumentos, para os quais o compositor escreve solo.[1]
- no órgão, indica que o órgão pleno deve ser usado, vindo grafado como {\displaystyle fff}.